# Annella mollis
Annella mollis — вид м'яких коралів родини Subergorgiidae.

## Опис
Annella mollis — великий кораловий поліп до 2 метрів у діаметрі.
Колір здається сірим через погане освітлення на глибині.

## Поширення та середовище існування
Місце проживання — Індо-Тихоокеанська область, тропічні води.
Живе на глибині близько 12-18 метрів в нижніх рифових схилах, на скельних або піщаних поверхнях.

## Галерея

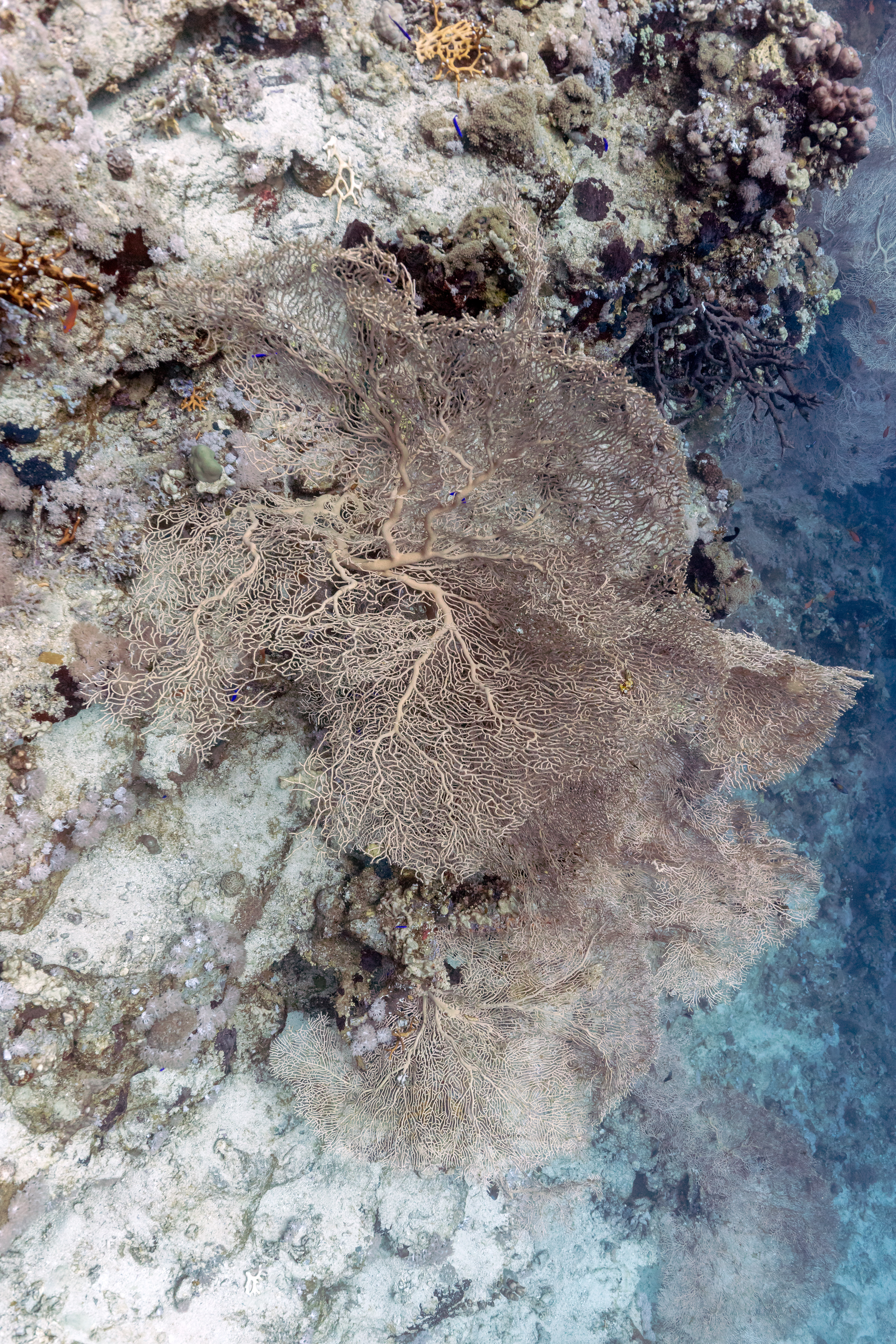
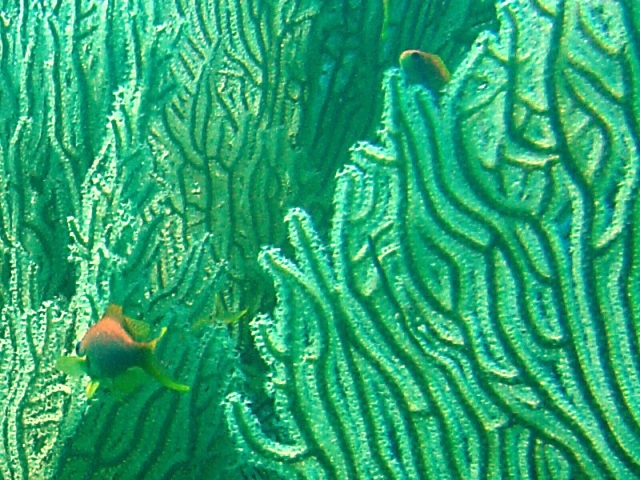
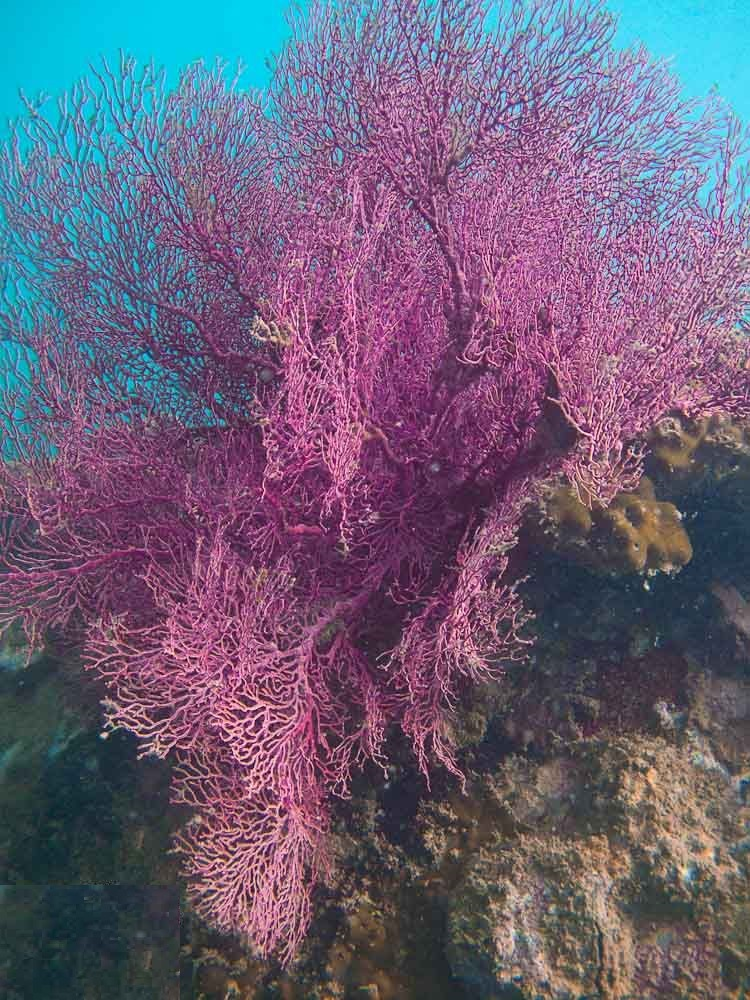
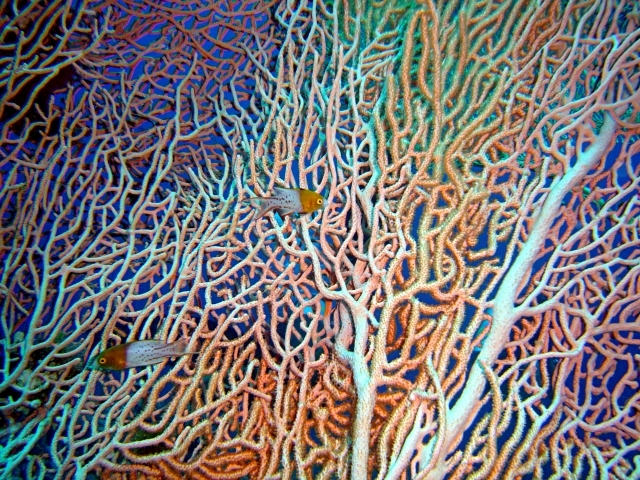
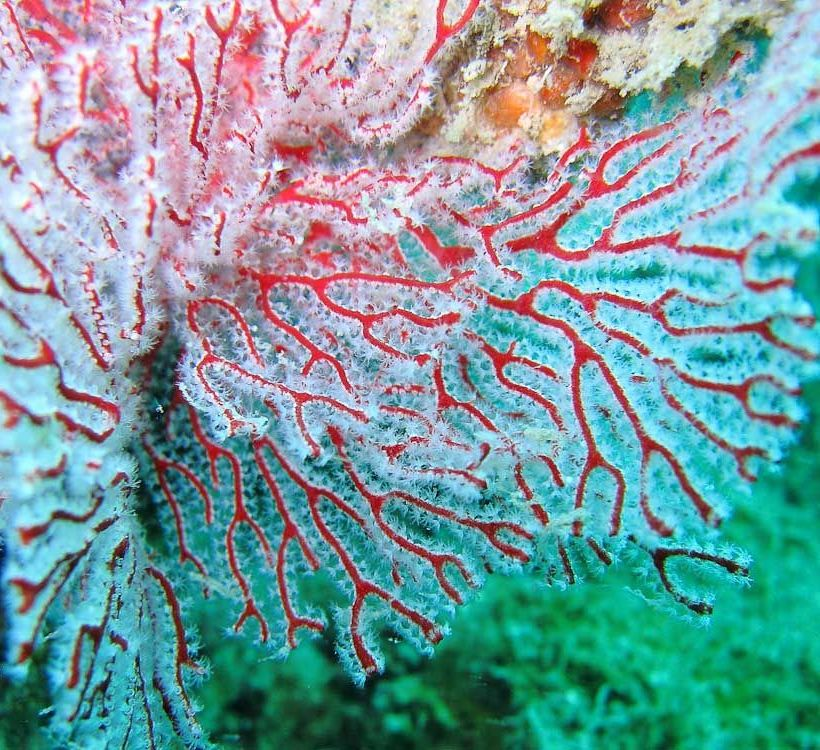